# Bayern 1
«Байерн 1» (нем. Bayern 1) — 1-я программа Баварского радио. Включает в себя информационные, общественно-политические, художественные и художественно-публицистические передачи.

## История
В 1945 году Американская военная администрация на средних волнах запустила англоязычную радиостанцию American Forces Network и немецкоязычную Radio München, последняя 31 января 1948 была передана Баварии. Исторически баварское радио делилось на радиопрограммы Баварского радиовещания и так называемые «полные программы». 1 января 1974 произошло объединение программ в единое целое радиопространство, которое и получило название Bayern 1. Основную аудиторию составляют люди зрелого возраста, для которых создана специальная музыкальная программа Oldiebased AC.

## Аудитория
До 1996 года Baeyrn 1 делал ставку на музыку на немецком языке и народные песни, однако в последнее время на радио звучат и песни на других языках. По внутренним опросам программы «In der Mitte des Lebens» (с нем. — «В разгар жизни»), большинство радиослушателей предпочитали песни 1970-х и 1980-х годов. Ежедневно ретро-музыку и поп-музыку слушают порядка 1,9 млн. радиослушателей.

## Сетка вещания
Ежедневно выходит выпуск региональных новостей, сообщающий о новостях из шести региональных административных округов — с 12:00 по 13:00 выходят новости Мюнхена, Франконии, Верхней Баварии, Восточной Баварии, Швабии и Центральной Франконии. Каждую полночь звучит радиопрограмма ARD-Hitnacht с радиостанции SR 3 Saarlandwelle, по воскресеньям в это время вещает «Ритм ночи» (нем. Rhythmus der Nacht). В 4 часа звучит ADR-Hitnacht с WDR 4. В 19 часов ежедневно звучит программа народной музыки (в воскресенье утром звучит духовая музыка). С января 2013 года на Bayern 1 вещают некоторые программы Bayern plus и BR-Klassik (ночной эфир не меняется). По субботам в 15:00 выходит спортивная программа «Сегодня на стадионе» (нем. Heute im Stadion), сообщающая последние новости футбольной Бундеслиги и транслирующая в прямом эфире матчи и конференции. С 12 по 14 часы по воскресеньям выходит программа «Die Blaue Couch» в виде ток-шоу со знаменитостями.

## Ведущие
- Кристоф Доймлинг
- Уве Эрдельт
- Габи Фишер
- Петер Фраас
- Томас Гибельхаузен
- Конни Глоггер
- Уве Гюртлер
- Петер Хирш
- Барбара Йелен
- Петра Ментнер
- Улла Мюллер
- Штефан Леманн
- Томас Орнер
- Вольфганг Шнайдер
- Тилльманн Шёберль

## Вещание
Вещание ведётся в аналоговом формате УКВ и в цифровых форматах DVB-S и DVB-C, а также по кабельным сетям. Возможно вещание в Интернете благодаря южноафриканскому оператору Deukom.